# Vincent de Moro-Giafferri
Vincent de Moro-Giafferri, né le 6 juin 1878 à Paris et mort le 22 novembre 1956 au Mans, est un avocat et un homme politique français.

## Biographie

### Origines familiales et formation
Xavier Étienne Eugène de Moro-Giafferri, issu d'une famille originaire du village corse de Brando, est le fils d'Ours (Orso) Joseph Giafferi (di u Moro, « du Maure »), employé des chemins de fer. Né dans le quartier de Montmartre (18e arrondissement), il y reste avec ses tantes quand son père repart en Corse en 1883.
Il fait ses études secondaires au collège Rollin, puis dans un collège religieux de Senlis, enfin au lycée Louis-le-Grand puis étudie le droit à la Sorbonne. Il est alors proche des milieux bonapartistes.

### Débuts de carrière
Il devient avocat au Barreau de Paris à l'âge de 20 ans (10 août 1898), puis pendant quatre ans pratique l'assistance judiciaire, étant élu septième Secrétaire de la Conférence du stage pour 1901-1902.
Il appelle à la création de « la ligue pour la défense des petits criminels, pour les voleurs à la tire, les cambrioleurs plus ou moins invétérés, les assassins maladroits et solitaires... ». Outre son talent oratoire et littéraire, il se fait connaître pour sa défense des déshérités.
En 1913, il participe au procès de la bande à Bonnot, défendant Eugène Dieudonné (1884-1944), qui est condamné à mort, puis gracié et envoyé au bagne.
Mobilisé comme auxiliaire, il se porte volontaire pour aller sur le front et participe en 1916 à la bataille de Verdun, puis à l'Expédition de Salonique ; il termine la guerre avec le grade de capitaine d'infanterie.

### L'entre-deux-guerres

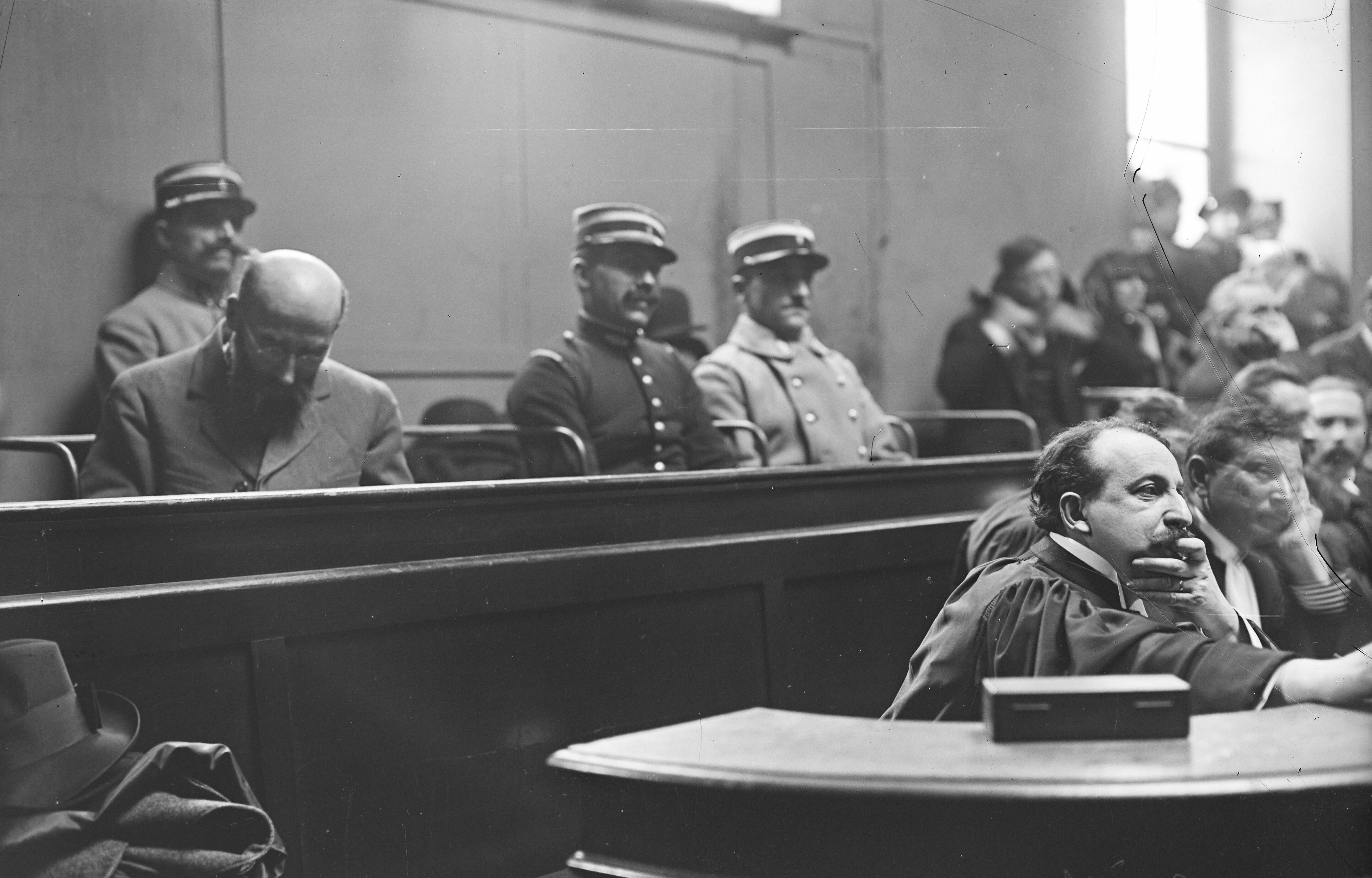
Moro-Giafferi devant son client, Henri Landru, en novembre 1921.

Il est élu député de la Corse pour le Parti républicain-socialiste en 1919 et président du Conseil général en 1920.
Peu après la guerre, il plaide de grandes affaires, notamment celle de Landru (1869-1922), celle de madame Bassarabo (dite Héra Mirtel), et il participe à celle de Joseph Caillaux (1863-1944), accusé de trahison pendant la guerre. En 1924, il fut appelé pour défendre Guillaume Seznec, en raison de la disparition du conseiller général Pierre Quémeneur survenue un an plus tôt, de laquelle on accuse Guillaume Seznec d'être l'auteur.
Réélu député cette même année, il est sous-secrétaire d'État à l'Enseignement technique du 14 juin 1924 au 16 avril 1925 dans le Gouvernement Édouard Herriot (1) (Cartel des gauches). Il ne pourra pas assurer la défense de Guillaume Seznec, qui avait fait appel à ses services, quelques mois plus tôt. Il proposa son plus proche collaborateur, Me Marcel Kahn, un jeune avocat qui n’avait jamais plaidé jusqu’alors devant une Cour d’assises.
Battu en 1928, il participe à la mise en place de l'Association juridique internationale, devenant membre du Comité d'honneur de cette association.
Les années 1930
Il est élu membre du Conseil de l'Ordre des avocats du Barreau de Paris (1930-1934),
En 1933, il envisage de participer à la défense du communiste bulgare Georgi Mikhailov Dimitrov, impliqué par les nazis dans l'incendie du Reichstag de février 1933. Mais il est récusé du fait qu'il ne connaît pas l'allemand. Il organise une sorte de procès parallèle à Londres, s'en prenant directement à Hermann Göring. Il préface alors le Livre brun sur l'incendie du Reichstag et la terreur hitlérienne, publié aux Éditions du Carrefour en 1933.
Il obtient l'acquittement de l'épouse d'Alexandre Stavisky.
Avec le soutien de plusieurs organisations, dont la LICA de Bernard Lecache, Moro-Giafferi est le principal avocat d'Herschel Grynszpan, qui, le 7 novembre 1938, a abattu Ernst vom Rath, conseiller de l'ambassade d'Allemagne.
Il est aussi l'avocat du tueur en série allemand Eugène Weidmann (1908-1939), arrêté en décembre 1937 et jugé en mars 1939, le dernier condamné à mort exécuté en place publique en France.

### La Seconde Guerre mondiale
L'affaire Grynszpan (1939-1942)
Le procès, prévu en septembre 1939, est ajourné du fait de la déclaration de guerre, étant donné que (selon les autorités judiciaires), la partie civile étant allemande, la justice ne pourrait pas être rendue en toute sérénité.
En juin 1940, se sentant menacé par l'arrivée de l'armée allemande à Paris, Moro-Giafferi se réfugie dans le sud de la France (en zone libre), puis en Corse, libérée dès 1943.

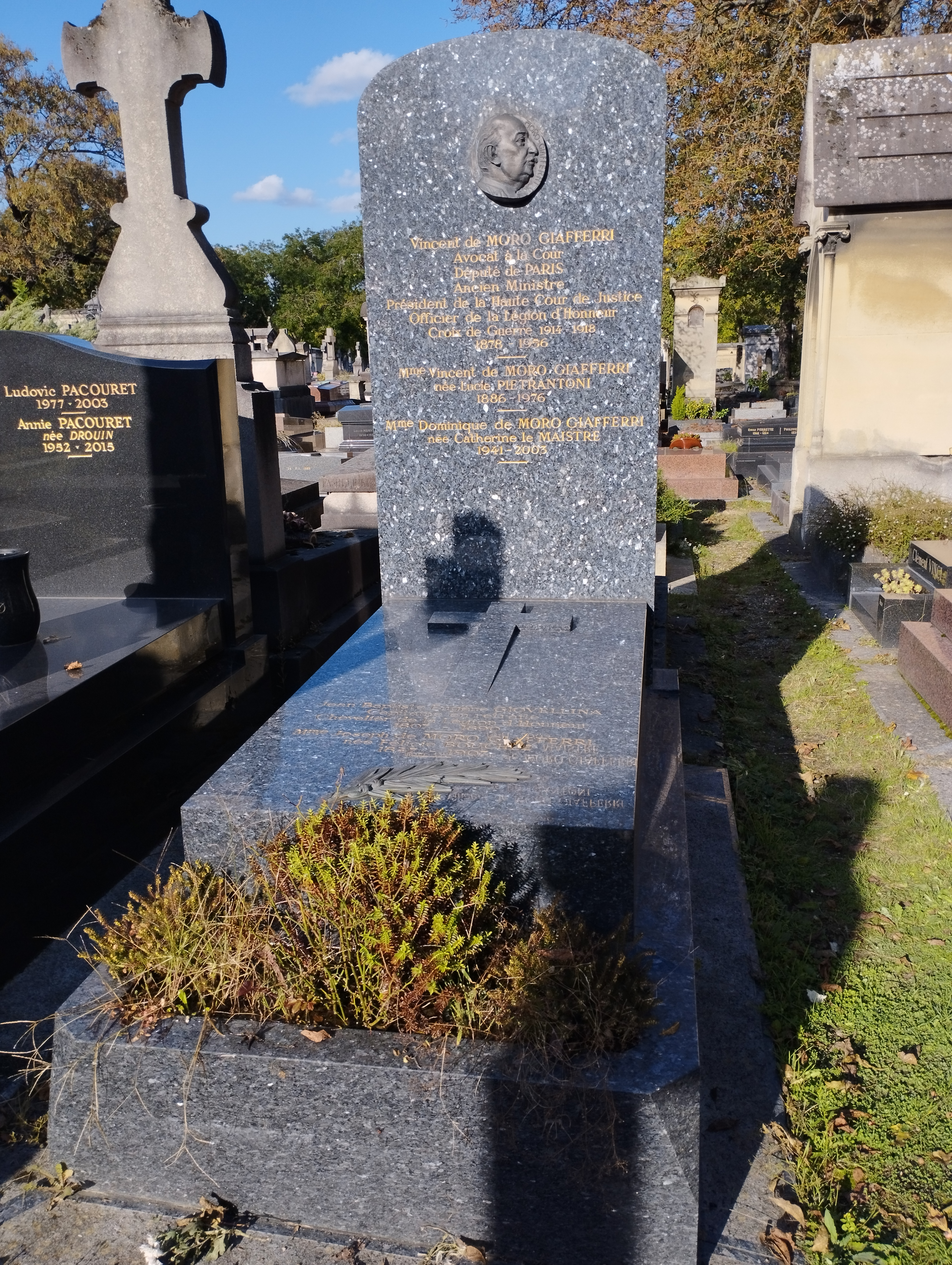
Tombe de Vincent de Moro-Giafferri au cimetière du Montparnasse (division 10).

Grynszpan, n'ayant pas pu obtenir d'élargissement, est livré aux Allemands en juillet 1940. Il mourut dans des conditions mal précisées au cours de la guerre, probablement à Sachsenhausen.
En 1942, paraît le livre L'Affaire Grynspan (sic), écrit par le juriste nazi Friedrich Grimm sous le pseudonyme de « Pierre Dumoulin », dans lequel Moro-Giafferi est fréquemment cité, de façon défavorable, aux côtés de Bernard Lecache et d'autres personnalités (Campinchi, Herriot, Blum, etc.).

### La guerre et l'après-guerre
Pendant l'Occupation il réside en Corse pour ne pas être déporté en Allemagne.
Il est député de la Seine sous la Quatrième République pour le Rassemblement des gauches républicaines, de 1946 à 1956.

## Décorations
- Officier de la Légion d'honneur (en 1936), Chevalier en 1929 (à titre militaire)
- Croix de guerre 1914-1918 avec étoile de bronze

## Hommages
La place de Moro-Giafferi dans le 14e arrondissement de Paris prend son nom en 1971.
Le rond-point situé devant le Palais de Justice de Bastia, siège de la Cour d'Appel et du Tribunal Judiciaire, porte son nom ; l'adresse postale du Palais est ainsi « rond-point de Moro-Giafferi ».
Au Palais de Justice de Paris, une plaque a été apposée en son honneur.

### En littérature
Dans son iconoclaste roman de science (et de politique)-fiction La Guerre des Salamandres (1936), l'écrivain tchèque anti-nazi Karel Capek imagine un peuple d'animaux marins (les Salamandres), réduits par l'homme à l'état de sous-prolétaires corvéables à merci, qui se révoltent et finissent par s'armer et détruire méthodiquement les côtes des pays civilisés. À la fin du livre les Salamandres imposent un traité de paix léonin à l'humanité aux abois : la négociation se fait par l'intermédiaire d'un avocat international très lancé, nommé Julien Rosso-Castelli, allusion transparente à Moro-Giafferi, célèbre internationalement dans les années 1930 pour la médiatisation du « contre-procès » de l'Incendie du Reichstag visant à dénoncer la manipulation politique menée par Hermann Göring.

Dans Le Palais et ses gens de justice (Arthème Fayard, 1919), René Benjamin offre le saisissant portrait de Moro-Giafferi, malicieusement pseudonymé Piero-Piafferi. Qu'il s'agisse des audiences civiles ou des audiences correctionnelles, Piero-Piafferi y est montré intervenant de manière intempestive, sans respect aucun pour ses Confrères : il déboule, gesticule, éructe, exige ici une remise (renvoi à une audience ultérieure), là de plaider à l'instant même, car il se trouve dans l'impossibilité absolue de faire autrement. Et tous, avocats et magistrats, de s'incliner : son arrogance exaspère, mais elle fait loi ! C'est toutefois dans la troisième partie de son ouvrage, consacrée à la cour d'assises, que Benjamin donne le mieux à voir Piero-Piafferi (pp. 268 à 290) usant d'une technique d'audience aucunement obsolète : 

« Dix-neuf fois il a plaidé [au cours de l'audience, en multipliant incidents, interpellations et autres interventions au cours desquels il a pu, sans aucune retenue, s'imposer à des magistrats n'en pouvant mais], et il va replaider une vingtième, pendant trois heures, sans une redite, mais n'évitant aucun excès, ne redoutant aucun ridicule, riche de dons théâtraux inouïs pour l'oeil comme pour l'oreille, et débordant, enfin, d'un talent prestigieux qui symbolise, hélas, l'éternelle singerie de l'avocat aux Assises (p. 284)... Il est tout de même étonnant dans l'art de la tirade, de l'effet de tréteau ! Minute par minute, il raccroche l'attention, jette un mot, étonne par un silence, tient en arrêt par une grimace, enlève sa salle d'un geste ; et de même qu'au théâtre, pendant que se déroule la pièce, le public suit ou perd pied, s'oublie, s'énerve, se donne, proteste (p. 288)". »

Et alors que la cour vient de rendre un arrêt d'acquittement du mari meurtrier de son ex-épouse, un journaliste de faire observer à une dame du public, qui trouve "épatant" le ténor : « ... Regardez encore... Le pas léger, hein !... sa serviette ne lui pèse pas... Il sent bien qu'à la prochaine grosse affaire il pourra prendre vingt mille par mois... C'est cela, Madame, le grand résultat de la journée..." (pp. 289-290). »